# Striproman
Een striproman of beeldroman (in het Engels graphic novel) is de benaming voor stripverhalen met het karakter van een roman: het beschrijven van de handelingen van personen in verband met hun karakter en innerlijk leven. Dit soort strips onderscheidt zich van het klassieke stripalbum door een veelal literaire inslag met uitgebreide en ingewikkelde verhaallijnen en is gewoonlijk bedoeld voor volwassenen. Een striproman kan ook bestaan uit een verzameling korte verhalen. Het formaat en de dikte van deze strips kunnen volledig afwijken van het klassieke albumformaat.

## Algemeen
In Europa behoort De ballade van de zilte zee van Hugo Pratt tot de eerste internationale uitgaven als striproman. Dit eerste verhaal over Corto Maltese werd in albumvorm gepubliceerd in 1972. In Amerika wijst men meestal A Contract with God van Will Eisner uit 1978 aan als het startpunt. In Nederland worden de strips van Marten Toonder al sinds 1967 uitgegeven als beeldroman, in zogenoemde 'literaire reuzenpockets'.
De term graphic novel raakte meer ingeburgerd toen verhalen als Maus van Art Spiegelman en Watchmen van Alan Moore en Dave Gibbons een succes bleken. Spiegelman kreeg voor Maus zelfs een speciale Pulitzerprijs. Persepolis van Marjane Satrapi kende eveneens veel bijval als striproman.
Binnen de Franco-Belgische stripcultuur was uitgeverij Casterman een van de eerste die, zonder feitelijk de term te gebruiken, al in de jaren 80 stripromans uitgaf in de reeks Wordt Vervolgd Novellen. Hierin zaten veel bekende reeksen als de De Duistere Steden van François Schuiten en Benoît Peeters en losse verhalen van Loustal, Didier Comès, Jacques Tardi en Jean-Claude Servais. Hier ging het om dikke stripboeken met meer pagina's dan de gebruikelijke 48 of 64, vaak in zwart-wit, met realistischere verhalen en tekenwerk en vaak een indeling in hoofdstukken. De oplages zijn klein (2000 à 3000).Deze verhalen werden ook voorgepubliceerd in het ter ziele gegane maandblad Wordt Vervolgd. Vanaf 1988 had ook uitgeverij Dupuis een gelijkaardige collectie, Vrije Vlucht genaamd, waarin albums als De eeuwige oorlog van Marvano en Deogratias van Jean-Philippe Stassen verschenen. Met Getekend lanceerde Le Lombard eveneens een serie stripromans, waaronder Op zoek naar Peter Pan van Cosey.
Tegenwoordig verschijnen er veel autobiografische stripromans bij diverse gespecialiseerde uitgeverijen als Oog & Blik, Sherpa en Atlas. Een ander soort stripromans zijn 'verstrippingen' van bekende literaire werken. Dick Matena bewerkte verscheidene romans tot stripalbum, waaronder Kaas van Willem Elsschot en De avonden van Gerard Reve. Vernieuwend aan deze beeldromans is dat Matena de oorspronkelijke romantekst integraal en ongewijzigd overneemt, met de dialogen in tekstballons.

## Culturele waardering
Terwijl strips vroeger vaak gezien werden als inferieure lectuur die enkel voor kinderen bedoeld was en de leesluiheid bevorderde, heeft de graphic novel tegenwoordig dikwijls wel de status van een hoogwaardige en gewaardeerde kunstvorm. Vaak worden stripromans dan ook in dezelfde categorie ingedeeld als de literaire romans. Zo staat Watchmen in de lijst van de beste Engelstalige romans tussen 1923 en 2005 van Time. Boeken van Jacques Tardi worden door de Franse literatuuruitgever Gallimard uitgegeven. Maus, uitgegeven door de Amerikaanse literaire uitgeverij Pantheon, werd bekroond met een Pulitzerprijs en ook Jimmy Corrigan van Chris Ware wordt in Amerika als een volwaardig kunstwerk beschouwd, zowel om de grafische als om de verhalende kwaliteit van dit werk. Verder van Marc Legendre stond in 2008 op de shortlist voor de Libris Literatuur Prijs. Onder andere Ghost World, V for Vendetta en Watchmen werden in Hollywood verfilmd. Sinds enige jaren wordt door het Stripschap een jaarlijkse prijs toegekend aan het beste literaire stripverhaal. Deze categorie bestaat voornamelijk uit stripromans. De gehanteerde definitie is dat een literaire strip een volwassen inhoud heeft, overwegend artistiek bedoeld is en niet primair tot humor, avontuur of vermaak gerekend kan worden.

## Voorbeelden
- De ballade van de zilte zee - Hugo Pratt, 1967 (1972 in albumvorm)
- A Contract with God - Will Eisner, 1978
- De dorpsgek van Schoonvergeten - Didier Comès, 1980
- V for Vendetta - Alan Moore, 1982
- De jacht - Enki Bilal en Pierre Christin, 1983
- Op zoek naar Peter Pan - Cosey, 1984
- Maus - Art Spiegelman, 1986
- Watchmen - Alan Moore en Dave Gibbons, 1986
- Batman: The Dark Knight Returns - Frank Miller, 1986
- De Chninkel - Jean Van Hamme en Grzegorz Rosiński, 1988
- De eeuwige oorlog - Marvano en Joe Haldeman, 1988
- From Hell - Alan Moore, 1991
- Brieven uit de bar - Jean-Philippe Stassen, 1992
- Loopgravenoorlog - Jacques Tardi, 1993
- Zwart Gat - Charles Burns, 1995
- Fax from Sarajevo - Joe Kubert, 1996
- Persepolis - Marjane Satrapi, 2000
- Jimmy Corrigan: The Smartest Kid on Earth - Chris Ware, 2000
- Deogratias - Jean-Philippe Stassen, 2000
- Safe Area Goražde - Joe Sacco, 2000
- Een deken van sneeuw - Craig Thompson, 2004
- Verder - Marc Legendre, 2007
- Jaren van de olifant - Willy Linthout, 2009